# Нижнє Болотне

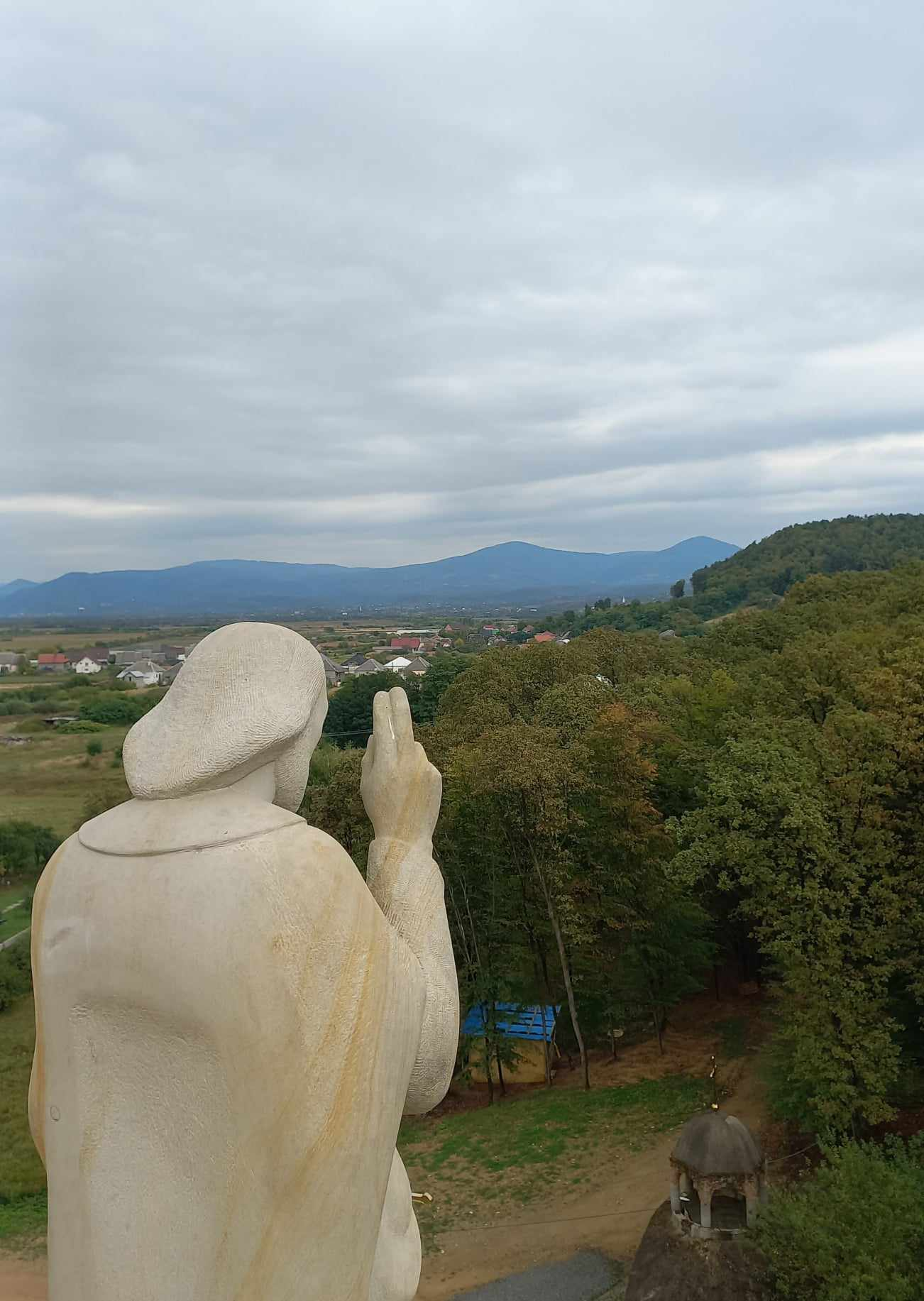
Вид на село з купола собору Пресвятої Родини

Ни́жнє Боло́тне (до 26 червня 1947 - Нижній Шард) — село в Зарічанській сільській громаді Хустського району Закарпатської області України.

## Історія
Перша згадка про Нижній Шард (початкова назва села) датується 1351 роком. Відомості про це взяті із праці Дезидерія Чакія, яка побачила світ в Будапешті у 1890 році.
Однак є припущення, що поселення в цій місцевості виникло раніше, на межі XI—XII століть. Зокрема згадують, що перед приходом монголо-татар тут, на узгір'ї Городище була побудована фортеця, з якої був стратегічний вид на Боржавську долину. З цієї висоти, як на долоні, видно села Великий Раковець, Білки, Імстичево, В. Розтоку, М. Розтоку, Осій, Ільницю, Греблю, Лозу, Вільхівку, Заріччя, Сільце. Жителі села на околиці в лісі спорудили тимчасові помешкання (місцевість дістала назву Новоселиця), де перечекали хід монголо-татар, які спалили і пограбували будинки. Пізніше мешканців Новоселиці скосила чума. За розповідями старших мешканців по селу ходила якась «умітка», яка заглядала у вікно хати і до ранку всі в ній помирали. Ті, що вижили, залишили домівки і оселились в долині, де розташоване сучасне село. На старому місці залишились три хати.
До 14.-15. століть село згадувалося як Sárad Sart, Sarayd, Saroydg.
Село було власністю родини Перені що доглядало за виноградниками. 
Назва Шард походить від річки Шардик, яка несе свої води біля східної частини села. Те місце, звідки брала свій початок річка, шумів праліс і була неосвоєна земля. Пізніше угорці перейменували село на Алшошарад. У 1945 році радянська влада механічно зробила переклад назви Алшошарад на Нижнє Болотне. Довідкою обласного державного архіву засвідчено, що с. Нижній Шард Іршавського округу перейменоване на Нижнє Болотне Указом Президії Верховної Ради УРСР від 26 червня 1947 року. Первинні документи (рішення зборів громадян, сільради, райвиконкому) про перейменування села — відсутні.
Цікаві відомості про історію села Нижній Шард містить «Шкільна хроніка» 1921—1939 років (цитую відомості з «Хроніки школи» та свідчень старожилів села, які зібрала протягом 1994—2000 років (Марканич В. В., вчитель Н. Болотнянської школи). Населення Нижнього Шарду на початку XX століття становили 95 % українці (русини греко-католицького віросповідання)і 5 % — юдеї. У ХХ столітті в селі діяла кооперативна лавка та завод із переробки шкіри. У селі завжди була церковно-приходська школа. Перша дерев'яна школа, згадується в «Хроніці», знаходилася у південно-західній частині села. Після переселення із Новоселиці на сьогоднішнє місце, біля церкви, у центрі села була побудована дерев'яна школа. У ній навчали такі вчителі: Іван Калинеч (1860—1882), Іван Бумбак (1883—1885), Іван Шимон(1885—1887), Іван Цібеленко (1887—1894), Юлій Гаджега(1891—1895), Н. Цімбалинець (1896—1898), Антол Павук (1899—1909), Андрей Шимон (1910—1912). У 1912 році, за час роботи вчителя А. Шимона, на місці старої дерев'яної школи була побудована школа з твердого матеріалу, яка мала два класних приміщення та кімнату для вчителя.

## Релігія
У 2002 році село відзначилося подіями пов'язаними з об'явленням Матері Божої в урочищі Джублик двом дівчаткам з Нижнього Болотного — Альоні Куруц та Мар'яні Кобаль. На даний час це місце визнано місцем відпусту та молитви і сюди з'їжджаються тисячі паломників з України та цілого світу, щоби помолитися до Богородиці.
храм св. арх. Михайла. 1864.
В 1751 р. в селі стояла дерев'яна церква в доброму стані, прикрашена 5 образами апостолів на полотні. В 1775 р. згадано дерев'яну церкву, збудовану парохіянами 1761 р. В 1847 р., незадовго перед зведенням у селі великої мурованої церкви, знову згадується дерев'яна церква, місце якої позначене зараз хрестом.
Церкву повернуто греко-католикам у 1991 р. При південному вході влаштовано дерев'яний ґанок, збудований з традиційними профільованими стовпчиками та увінчаний кованим хрестом. Іконопис та настінне малювання поновлено, а іконостас — старий. На зворотному боці ікони Христа Вседержителя напис угорською повідомляє, що іконостас виготовили у 1904 р. місцевий різьбяр Василь Погоріляк, золотар Антон Новаковський, церковні художники…Адар Ґейза та Мор Ґолдберґер за єпископства Юлія Фірцака, архідиякона Івана Рабара старшого, благочинного Миколи Гаджеґи, священика Михайла Шуби, дяка Антона Паука, кураторів Івана Станинця та Василя Боршоша, церківника Михайла Федорана (?). Із записів дяка Михайла Кобрина у книзі відомо, що 1 червня 1916 року реквізували на військові потреби чотири дзвони із п'яти. Після війни громада купила три дзвони за 51 тисячу чеських корон, але в 1944 р. угорці знову реквізували три дзвони з вежі церкви. Залишився один дзвін у окремій дзвіниці. Зараз у двоярусній каркасній дзвіниці — три дзвони, найбільший з яких виготовив Р. Маноушек у 1924 р.
Є записи і з радянського періоду. У жовтні 1948 р. з села було вигнано священика (очевидно, йдеться про закриття греко-католицьких храмів). У 1949 р. на Новий рік з церкви вкрали дві пари риз. 1962 р. в неділю Мироносиць, вночі було звалено два хрести в сусідньому селі Шардик і хрест на ріці. Люди знову поставили хрести, але влада переслідувала не тих хто валив хрести, а тих хто ставив. На Великдень 1963 р. виповнився 61 рік, як Михайло Кобрин співав у крилося і 43 роки його дякування.
Великий ремонт храму тривав з 1961 ро 1969 рік. Світло завели у 1964 р. У 1966 поставили довкола кладовища дротяну огорожу. У 1968 р. сильний вітер зірвав бляху з вежі, ремонт провів мукачівський майстер Ілько Бейла. У 1969 р. встановили в церкві нові вікна, а місцеві майстри вкрили підлогу плиткою. Усіма цими роботами керував касир Михайло Чийпеш.

## Населення
Згідно з переписом УРСР 1989 року чисельність наявного населення села становила 1107 осіб, з яких 543 чоловіки та 564 жінки.
За переписом населення України 2001 року в селі мешкало 1278 осіб.

### Мова
Розподіл населення за рідною мовою за даними перепису 2001 року:
| Мова       | Відсоток |
| ---------- | -------- |
| українська | 99,61 %  |
| російська  | 0,23 %   |
| білоруська | 0,08 %   |

## Туристичні місця
- Парафіяльний храм Архістратига Михаїла.
- В 2014 році розпочато будівництво величного Собору Пресвятої Родини, даний храм буде одним з найбільших греко-католицьких храмів України.
- Дзвіниця, у якій знаходиться один із найбільших дзвонів Закарпаття
- Літня відкрита церква Непорочного зачаття Пресвятої Богородиці.
- Чоловічий монастир Собору Пресвятої Богородиці з каплицею Серця Христового.
- Жіночий монастир Собору Пресвятої Богородиці з каплицею Пресвятої Родини.
- Дім для паломників з каплицею св. Івана Хрестителя.
- Чудотворне джерело з каплицею Богородиці.
- Синагога.
- Пам'ятний знак-хрест на честь виходу з підпілля греко-католицької Церкви, встановлений у центрі села, на місці, де колись стояла дерев'яна церква.

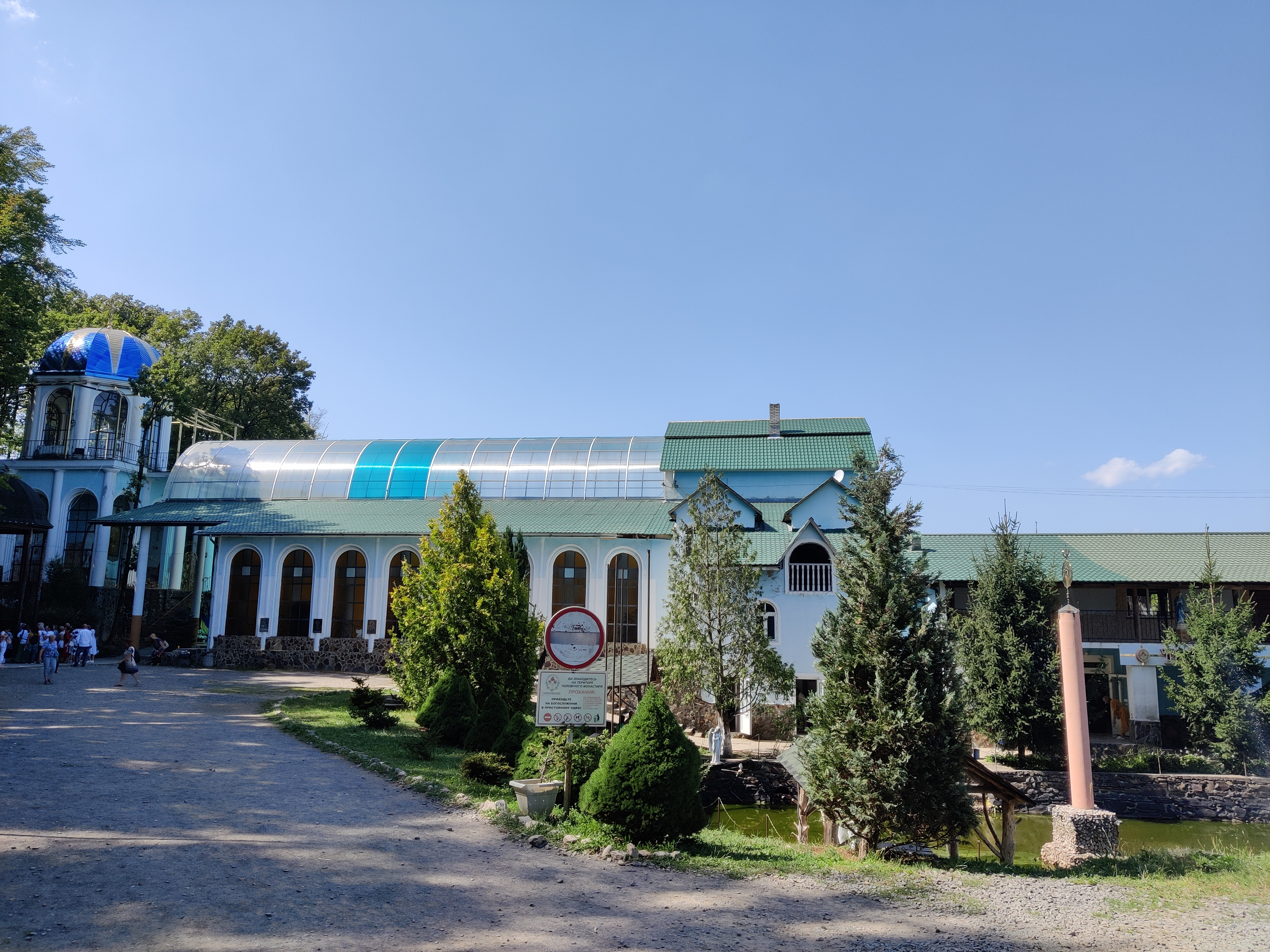
Будівлі паломницького центру в урочищі Джублик

##### Паломницький центр Джублик
Місце яке знаходиться на краю села де в 2002 році двом місцевим дівчаткам при джерелі об'явилася Богородиця, а згодом Пресвята Родина. На даний час це найбільше паломницьке місце на Закарпатті куди зїїжаються тисячі паломників з України і цілого світу. На цьому місці будується один з найбільших храмів України, Собор Пресвятої Родини.  
Детальніше:Джублик 

##### Музей о. Юрія Станинця
В місцевій школі відкрито музей о. Юрія Станинця відомого українського письменника та громадського діяча, греко-католицького священика, депутата Сойму Карпатської України, члена Національної спілки письменників України (1994). В даному музеї знаходяться рукописи письменника, особисті речі, а також багато різних експонатів які представляють побут села початку ХХ століття.   

###### Дамба на річці Шардик
Біля східної частини села зі сторони с. Заболотне знаходиться велика дамба, гідротехнічна споруда, що перегороджує русло річки Шардик для підняття рівня води перед нею з метою створення водосховища, а також для промислових об'єктів. Дана водойма під горою є окрасою на краю села.